# Лехновка (Хмельницкая область)
Лехновка (укр. Лехнівка) — село в Ярмолинецком районе Хмельницкой области Украины.
Население по переписи 2001 года составляло 316 человек. Почтовый индекс — 32120. Телефонный код — 3853. Занимает площадь 0,968 км². Код КОАТУУ — 6825886402.

## Местный совет
32120, Хмельницкая обл., Ярмолинецкий р-н, с. Скаржинцы